# Sachverhalt
Sachverhalt ist ein interdisziplinärer Begriff, unter dem die inhaltliche Gesamtheit aller Aussagen zu einem abgegrenzten Themenbereich verstanden wird.

## Allgemeines
Während umgangssprachlich das Wort Sachverhalt seiner Bedeutung nach meist mit einer Tatsache gleichgesetzt wird, bedeutet der Ausdruck in der wissenschaftlichen Fachsprache lediglich den Gegenstand einer Aussage. Eine wahre Aussage beschreibt einen bestehenden Sachverhalt, eine falsche Aussage beschreibt einen nichtbestehenden Sachverhalt. Ein bestehender Sachverhalt ist eine Tatsache. Wahre Aussagen geben Tatsachen wieder. Eine Aussage wird verifiziert durch die Feststellung, dass sie wahr ist. Durch die Feststellung, dass der beschriebene Sachverhalt nicht besteht, wird eine Aussage falsifiziert.
Sachverhalte sind Forschungsgegenstände insbesondere in der Aussagenlogik, der Wissenschaftstheorie und der Rechtswissenschaft. Da diese Disziplinen jeweils unterschiedliche Erkenntnisobjekte und Erkenntnisinteressen aufweisen, fallen die Definitionen des Sachverhalts-Begriffs notwendig unterschiedlich aus. 
Für den Duden ist Sachverhalt „die Gesamtheit aller in einem bestimmten Zusammenhang bedeutsamen Umstände oder Tatsachen“, mithin sind für den Duden die Tatsachen ein Teil des Sachverhalts. Philosophie, Wissenschaftstheorie und Recht haben jedoch gemeinsam, dass sie Sachverhalt und Tatsache als zwei voneinander zu trennende Begriffe auffassen. Tatsachen entsprechen bestehende Sachverhalte. Wenn ein Sachverhalt besteht, nennt ihn Ludwig Wittgenstein eine (einfache) Tatsache. Für den Philosophen Edmund Husserl ist Sachverhalt „der Zusammenhang der Sachen.“ Für Bertrand Russell kann der Sachverhalt eine Tatsache sein, eine Tatsache aber niemals ein Sachverhalt; ein Sachverhalt kann bestehen oder nicht bestehen, eine Tatsache ist ein bestehender Sachverhalt. Sachverhalt ist die deutsche Übersetzung des lateinischen status rerum. Er bezeichnet jedoch nicht die Sachen selbst, sondern deren Verhältnis zueinander, etwa was sie verbindet oder trennt.

## Aussagenlogik
Die Aussagenlogik hat eher mit Sachverhalten zu tun als mit Tatsachen. Sie ist eine Theorie über die Existenz von Sachverhalten. Werden Aussagen miteinander verknüpft, ergibt sich die Aussage über einen Sachverhalt. Eine Aussage ist ein sprachliches Gebilde, das einen Sachverhalt beschreibt und dadurch die Eigenschaft erhält, wahr oder falsch zu sein. Demnach ist eine Aussage nur dann wahr, wenn der beschriebene Sachverhalt tatsächlich besteht. Eine positive Tatsache ist das Bestehen eines Sachverhaltes; eine negative Tatsache ist das Nichtbestehen eines Sachverhaltes. In der Philosophie ist ein Sachverhalt der Gegenstand einer Aussage, die beschreibt, wie etwas beschaffen ist. Eine Bedingung formuliert einen Sachverhalt, der in bestimmter Weise Voraussetzung für einen anderen Sachverhalt ist.
Die Grenzen sinnvoll formulierter Sachverhalte zeigte Ludwig Wittgenstein 1922 im Tractatus Logico-Philosophicus auf. Sie liegen dort, wo Unklarheit darüber besteht, unter welchen Bedingungen man einen Sachverhalt als Tatsache einstufen wird. Der Bereich der Sachverhalte ist damit nicht durch die Naturgesetze bestimmt. Dass der Kölner Dom 37 km hoch ist, formuliert einen Sachverhalt (auch wenn es nach den Naturgesetzen unmöglich sein sollte, ein Bauwerk dieser Höhe zu errichten). Die Formulierung kann als sinnvoll eingestuft werden, da wir eine Vorstellung davon haben, was der Fall sein müsste, wenn sie wahr wäre (dann müssten die Türme in die Stratosphäre reichen …); wir können nach den bestehenden Vereinbarungen darüber, was mit Sätzen wie „… ist 37 km hoch“ notiert ist, entscheiden, ob dies der Fall ist oder nicht, indem wir die Turmhöhen durch eine Messung feststellen. Nach Wittgenstein ist diese Angleichung an die Realität (Korrespondenztheorie) notwendig, um eine Tatsache festzustellen. Nach der Messung steht nun eine Tatsache fest, und zwar dass der Kölner Dom 157,38 m hoch war (zum Zeitpunkt der Messung).
Wittgensteins Analyse des Sprachgebrauchs erlaubte einige logische Feststellungen: Die Menge der Sachverhalte ist größer als die der Tatsachen, sie bindet sich nicht an Naturgesetze und auch nicht an vorherige Beobachtungen. Wohl aber impliziert ein Sachverhalt eine theoretische Überprüfbarkeit der mit ihm getroffenen Aussage. Im selben Moment ließen sich die Grenzen sinnvoller Aussagen von Sachverhalten definieren: Aussagen, bei denen unklar ist, was der Fall sein soll, wenn sie wahr sind, sind unverständlich formuliert und insofern sinnlos. Aussagen zu Kausalität und ethische Leitsätze haben ebenso wenig abbildenden Charakter. Als Realität abbildende Aussagen sind sie streng genommen sinnlos.

## Rechtswissenschaft
Der Sachverhalt bezeichnet im Recht das für den jeweiligen Fall bedeutende menschlichen Verhalten, die Rechtsverhältnisse und Tatsachen. Während der Tatbestand meist generell-abstrakt ist, ist der Sachverhalt individuell-konkret. Der Sachverhalt ist somit einzigartig und wird unter eine allgemeine gültige, auf unterschiedliche Fälle anwendbare Norm – den Tatbestand – subsumiert, d. h. angewendet.
Zu den wichtigsten Aufgaben der Rechtsprechung gehört die Sachverhaltsaufklärung. Gerichten obliegt die Pflicht, den ihnen zur Entscheidung unterbreiteten Sachverhalt auszuschöpfen und sämtlichen Unklarheiten, Zweifeln oder Widersprüchen in Strafverfahren von Amts wegen nachzugehen. Nach der Aufklärung des Sachverhalts in Zivilverfahren hat das Gericht in freier Beweiswürdigung gemäß § 286 Abs. 1 ZPO zu entscheiden, ob eine tatsächliche Behauptung (un-)wahr ist. Der Sachverhalt wird im Wege der Beweiswürdigung vom Gericht festgestellt und sodann im Rahmen der Subsumtion einer Rechtsnorm unterworfen. Hilfsmittel zur Erfassung des Sachverhalts sind Zeittafeln (Daten im zeitlichen Ablauf) und Skizzen des Ablaufgeschehens oder des Beziehungsgeflechts von Personen/Unternehmen.
Die Streitparteien neigen dazu, den Sachverhalt (Geschehnisablauf) – möglicherweise begünstigt durch Wahrnehmungsmängel – für sich günstig zu präsentieren, so dass dasselbe Geschehnis dem Gericht unterschiedlich nuanciert wiedergegeben wird. Rechtsanwälten, Steuerberatern oder Notaren obliegt nach ständiger Rechtsprechung des Bundesgerichtshofs eine Pflicht zur umfassenden Aufklärung des Sachverhalts. Der Notar hat nach § 17 BeurkG den Willen der Beteiligten zu erforschen und den Sachverhalt zu klären. Art. 103 Abs. 1 GG verpflichtet das Gericht, den Vortrag der Parteien zur Kenntnis zu nehmen und bei seiner Entscheidung in Erwägung zu ziehen. Vom Gericht festgestellte Sachverhalte sind stets bewiesen; was im Gerichtsverfahren nicht bewiesen werden kann, wird nicht in den Sachverhalt aufgenommen und gilt als nicht geschehen. Der in der Niederschrift beurkundete Sachverhalt bildet nach dem Gesetz – ohne Rücksicht auf die wirklichen Vorkommnisse – in der Hauptverhandlung die Grundlage des Verfahrens, insbesondere für das Revisionsverfahren. Die richterliche Überzeugungsbildung strebt nach der absoluten Wahrheit, die jedoch wegen der erkennbaren Unvollkommenheit der menschlichen Erkenntnis nie erreicht werden könne. Der einem Urteil zugrundeliegende Sachverhalt ist ein verfahrensinternes Konstrukt, denn ein Verfahren produziert seine eigene Wahrheit selbst.

## Sonstiges
Bei der Erarbeitung eines Sachverhalts, etwa anhand von aktenkundigen Zeugenaussagen oder Polizeiberichten dürfen keine wesentlichen Umstände weggelassen oder hinzugefügt werden. Der Fehler von Jurastudenten, in einer Sachverhaltsdarstellung Aussagen zu machen, die sich nicht aus mitgeteilten Tatsachen ergeben, sondern aus eigener Interpretation, heißt unter Prüfern „Sachverhaltsquetsche“. Der zu bearbeitende Sachverhalt versteht sich als konkreter Lebenssachverhalt, also die sprachlich umgesetzte Wiedergabe eines – wenn auch kleinen – Ausschnitts aus der gesellschaftlichen Lebenswirklichkeit.
Die grundlegende Fragestellung zu einem Sachverhalt bezeichnet man als Kardinalfrage.